# Raymond Weil (Unternehmer)
Raymond Weil (* 10. Oktober 1926 in Genf; † 26. Januar 2014 ebenda) war ein Schweizer Uhrmacher.

## Biografie
Raymond Weil wuchs in Aix-en-Provence auf und besuchte dort Grundschule und Lyceum. 1942 siedelte die Familie nach Basel über. In Neuenburg (Kanton Neuenburg) besuchte er die höhere Handelsschule. 1944 machte er einen Abschluss an der Genfer Handelsschule, ein Jahr später erhielt er das Handelabiturzeugnis. Er war zunächst für den Warenprüfkonzern Société Générale de Surveillance in England, Niederlande und Belgien tätig.
1949 traf er den alten Schulfreund Maurice Stroun wieder, der ihn in das Familienunternehmen Camy Watch Stroun Frères SA holte.
1976 gründete er die eigene Luxusuhrenmarke Raymond Weil SA. Erst 2013 wechselte er vom Vorstand in den Verwaltungsrat des Familienunternehmens und übergab seinem Schwiegersohn Olivier Bernheim die operativen Geschäfte.
Weil war in zahlreichen Berufsverbänden der Uhrenindustrie engagiert. Er war langjähriger Präsident des Ausstellerbeirats der Uhren- und Schmuckmesse Basel.
Am 26. Januar 2014 verstarb Raymond Weil in seiner Geburtsstadt Genf im Alter von 87 Jahren.